# Det måste gå att dansa till (sång)
Det måste gå att dansa till är en sång skriven av Sören Karlsson och Peter Larsson, och inspelad av Larz-Kristerz. Låten är titelspåret till albumet med samma namn från 2013.. Låten låg på Svensktoppen mellan 8 september och 20 oktober 2013 med åttonde plats som bästa placering. Låten vann Guldklaven 2014 som årets låt.

### Fotnoter
1. ↑  https://smdb.kb.se/catalog/id/002924035
2. ↑  https://smdb.kb.se/catalog/id/001508253
3. ↑  https://www.nostalgilistan.se/larz-kristerz-909/det-maste-ga-att-dansa-till-3199
4. ↑  ”Guldklaven vinnare”. dansbandsveckan.se. Arkiverad från originalet den 13 november 2017. https://web.archive.org/web/20171113071750/http://dansbandsveckan.se/guldbloggen-vinnare/.